# Aeroporto Internacional de Xangai Hongqiao
O aeroporto de Shangai Hongqiao é um dos dois aeroportos de Shangai, a maior cidade da China. Localizado na parte leste da cidade, era o principal aeroporto da mesma até a construção e inauguração do Aeroporto Internacional de Shangai Pudong em 1999. Desde então, Shangai tornou-se o segundo polo aeroportuário da China, ultrapassado por Pequim no ano de 2002 com o (Aeroporto Internacional de Pequim Capital) que sozinho transporta o equivalente aos dois aeroportos de Shangai.
Em 2016, o aeroporto de Hongqiao lidou com 40.460.135 passageiros, tornando-se o mais movimentado da China e o 45º mais movimentado do mundo. No final de 2011, o Hongqiao Airport hospedou 22 companhias aéreas que atendiam 82 destinos regulares de passageiros.

## Características
Movimentou mais de 22,8 milhões de passageiros em 2008 sendo que a capacidade atual é de aproximadamente 20 milhões de passageiros. Mas com a construção de um novo terminal e a ampliação de um já existente espera-se um resultado de 50% no número de passageiros, ou seja, passando de 20 para 40 milhões de pessoas até 2010. Shangai Hongqiao está no topo da lista dos mais movimentados aeroportos da China, sendo o quarto no total de passageiros, o quinto em cargas e o sexto em número de Aeronaves.
O aeroporto mantém diariamente dois voos "cidade-a-cidade" com o Aeroporto Haneda iniciado em 29 de setembro de 2007 enquanto serviços semelhantes se iniciaram com o Aeroporto de Gimpo em Seul, capital da Coreia do Sul no fim de 2007.
O aeroporto dispõe de serviço de táxi, não gratuito, que levam os passageiros à qualquer lugar da área urbana da cidade de Shangai por um preço reduzido e linhas de metrô estão sendo construídas pela cidade para ligar as principais estações aos dois aeroportos da cidade.

## História
A construção do aeroporto de Hongqiao começou em 1921. Em maio de 1923, o aeroporto foi aberto para uso civil misto. A Força Aérea Chinesa enviou aviões de ataque a Hongqiao em uma resposta operacional ao Incidente de Xangai de 1932, enfrentando aviões japoneses baseados em porta-aviões pela primeira vez naquele dia. Em 1937, Hongqiao foi o local do chamado "Incidente de Oyama", no qual um tenente japonês foi morto a tiros por soldados do Corpo de Preservação da Paz da China, antes da Batalha de Xangai. Durante a Segunda Guerra Sino-Japonesa, o aeroporto foi ocupado pelos japoneses e usado como base da força aérea. Seu uso militar continuou após ser entregue ao governo da República da China e, posteriormente, ao governo da República Popular da China. No final de 1963, foi reconstruído para uso civil e reaberto em abril de 1964. Uma grande expansão ocorreu de março a setembro de 1984 e outra de dezembro de 1988 a dezembro de 1991.

### Época internacional (1964-1999)
Em 1964, o Terminal 1 original e a torre de controle foram abertos ao público. O terminal foi totalmente construído pela própria China e era avançado para sua época, equipado com muitas instalações modernas, como barbearias, livrarias, bancos, cafés, escritórios de telecomunicações, cantinas e até mesmo um hotel. O primeiro voo fretado internacional para Hongqiao foi o Boeing 720 da Pakistan International Airlines, vindo de Dhaka com escala em Guangzhou, o que a tornou uma das poucas companhias aéreas não comunistas a voar para a China antes da Revolução Cultural. Em meados da década de 1960, a Air France e a Lufthansa começaram a operar diretamente de Phnom Penh, mas ambas foram suspensas pouco tempo depois.
Em 1974, a Japan Airlines iniciou os serviços do Aeroporto Internacional de Tóquio para Hongqiao. Em 1979, a CAAC Airlines iniciou os serviços de Hongqiao para Nagasaki usando uma aeronave Boeing 707; em 1985, um Hawker-Siddeley Trident era usado para apenas dois voos semanais. Após a reforma e abertura da China em 1978, o aeroporto evoluiu e se tornou um dos mais movimentados da China, ao lado do Aeroporto internacional de Beijing-Capital, principalmente devido ao aumento da demanda de passageiros. Desde 1981, o Aeroporto de Hongqiao se tornou uma escala popular para muitas companhias aéreas que voam de Pequim para muitos outros países, como Canadá, Japão e Estados Unidos.Em 1985, as aeronaves fabricadas pela Airbus começaram a ter hubs nesse aeroporto, devido ao fato de terem sido entregues à divisão de Xangai da CCAA (que então se tornaria a China Eastern Airlines). Além disso, na mesma década, muitas companhias aéreas estrangeiras, como a Pan Am, United Airlines, Singapore Airlines, Northwest Airlines, Cathay Pacific (a Dragonair substituiu a rota Hong Kong-Xangai no início da década de 1990) e a Canadian Pacific Air Lines (que depois se tornou a Canadian Airlines International), começaram a operar em Hongqiao por volta dessa época. Durante sua era internacional, o Aeroporto de Hongqiao era muito diferente do que é hoje. Na época, ele tinha apenas uma pista de 3.400 m (11.154 pés e 10 pol.), o Terminal 1 era seu terminal principal e sua antiga torre de controle foi reformada algum tempo depois da inauguração do Aeroporto de Pudong.
Na década de 1990, muito mais companhias aéreas estrangeiras começaram a servir o aeroporto em comparação com a década anterior. Exemplos são All Nippon Airways, KLM, Lufthansa, Thai Airways International, Swissair, Air France, Malaysia Airlines, Korean Air, Garuda Indonesia, Air Macau, Royal Nepal Airlines, Asiana Airlines, Aeroflot, e Qantas.

### Época de voos domésticos (2002-presente)
Atualmente, o aeroporto oferece principalmente voos domésticos, com exceção das cidades do nordeste da China (exceto Shenyang (MU e FM voam uma vez por dia) e Harbin (MU voa uma vez por dia), Baotou, Tongren, Zhanjiang, Zhangjiajie e algumas cidades menores (que operam apenas no Aeroporto de Pudong), bem como cinco rotas internacionais para o Aeroporto Haneda, no centro de Tóquio, o Aeroporto Internacional Gimpo, no centro de Seul, o Aeroporto Songshan, no centro de Taipei, o Aeroporto Internacional de Hong Kong e o Aeroporto Internacional de Macau. Anteriormente, havia voos para Huai'an a partir do aeroporto até que todos os voos para Huai'an foram transferidos para o Aeroporto de Pudong em maio de 2018.
Desde 1º de janeiro de 2013, os portadores de passaportes válidos emitidos por 45 países não precisam de visto para transitar pelo Aeroporto de Hongqiao.
Em preparação para a Expo Xangai, em 16 de março de 2010, o Aeroporto de Hongqiao concluiu um projeto de expansão de 15,3 bilhões de yuans, com duração de cinco anos, que incluiu uma segunda pista de 3.300 metros (10.826 pés 9 pol.) e o novo Terminal 2, aumentando a capacidade de Hongqiao para 40 milhões de passageiros por ano. O Terminal 2 é quatro vezes maior que o Terminal 1 e abriga 90% de todas as companhias aéreas do aeroporto (o Terminal 1 agora é usado apenas para voos internacionais e para a Spring Airlines e a XiamenAir). Com a nova pista de pouso e decolagem, Xangai se tornou a primeira cidade da China a ter cinco (agora sete) pistas de pouso e decolagem para uso civil (Pudong e Hongqiao combinadas).
A partir do final de 2014, o Terminal 1 do Aeroporto de Hongqiao passou por sua maior reforma desde 1921. Todo o projeto estava programado para ser concluído em 2017. Em 26 de março de 2017, o Edifício A do Terminal 1 foi totalmente reformado e reaberto ao público. O antigo Edifício B foi fechado para reconstrução, e esperava-se que fosse reformado e aberto ao público em meados de 2018.
Os voos internacionais foram suspensos em 25 de março de 2020 devido à pandemia da COVID-19. A partir de 25 de março de 2020, todos os voos do aeroporto foram domésticos para outras cidades da China continental. Os voos internacionais foram retomados do aeroporto em 26 de março de 2023.

## Linhas aéreas Internacionais
- All Nippon Airways→ Tóquio-Haneda
- Asiana Airlines   → Seul-Gimpo
- China Eastern Airlines→ Seul-Gimpo, Tóquio-Haneda
- Japan Airlines    → Tóquio-Haneda
- Korean Air        → Seul-Gimpo
- Shanghai Airlines → Seul-Gimpo, Tóquio-Haneda